# OVS
OVS (in precedenza Oviesse, acronimo di Organizzazione Vendite Speciali) è una società di abbigliamento per uomo, donna e bambino.
La società è quotata presso la Borsa valori di Milano nell'indice FTSE Italia Small Cap.

## Storia
Nel 1968 viene creata una catena di magazzini chiamata le "Coinette", pensata per sopperire alla mancanza dei negozi Coin in determinate zone cittadine o nei piccoli-medi centri.
Oviesse nasce a Padova nel 1972, con l'apertura del primo negozio in via Tiziano Aspetti, per poi diffondersi in buona parte d'Italia.

### Acquisizione della Standa
Nel 1998, vengono acquisiti, per 2,7 miliardi di lire, 167 negozi del ramo di azienda non alimentare della Standa, gravati da forti debiti. In seguito l'azienda si dedica solo all'abbigliamento. Nel 2004 arriva a 250 punti vendita e l'anno successivo inizia una ristrutturazione dei punti vendita con un piano di sviluppo basato sulla formula del franchising.

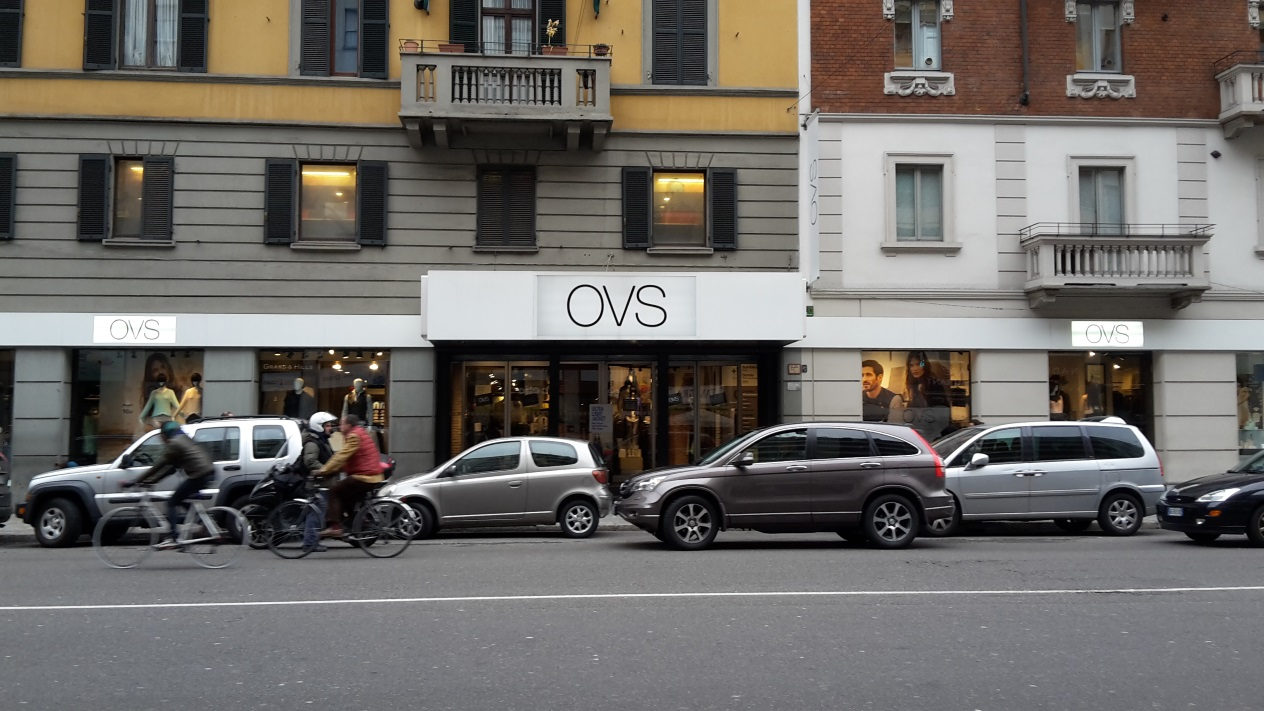
Grande magazzino OVS di Milano, corso Buenos Aires.

Dopo una precedente esperienza di sviluppo in Germania (Kaufhalle) e in Svizzera (Globus), che non hanno dato i risultati sperati; queste ultime hanno portato alla vendita di queste attività. Nel 2006 Oviesse apre negozi in Russia e in Serbia a cui si aggiungono altre aperture all'estero l'anno successivo, portando i punti vendita esteri a quota 17.
Nello stesso anno all'insegna storica Oviesse si affianca il nuovo marchio "OVS industry", che andrà a sostituire totalmente il marchio storico nel 2010. Nel 2012 il marchio diventa "OVS".

### Il nodo Birmania
Nel 2007 un dossier della CISL ha elencato l'Oviesse tra le aziende che fanno affari con la giunta militare della Birmania. Successivamente, l'azienda ha annunciato che sospenderà i rapporti commerciali fino al ristabilimento dei diritti civili, anche in seguito alle proteste dei bonzi del Paese.

### Nuove acquisizioni
Nell'ottobre 2008 il Gruppo Coin annuncia l'acquisizione del 100% del capitale sociale di Tre.bi Spa, società proprietaria della catena di negozi di abbigliamento Melablu. L'operazione coinvolge i 60 punti di vendita diretti a insegna Melablu, che hanno una dimensione media di 1.000 m² perlopiù localizzati in Lombardia, Piemonte e alcuni centri commerciali del Veneto e del sud Italia, e un giro d'affari per l'anno 2007 di circa 100 milioni di euro. Quest'acquisizione fa arrivare l'insegna ad essere presente con oltre 400 punti di vendita.
Nel 2009 la presenza in Veneto è ulteriormente rafforzata grazie all'acquisizione dei grandi magazzini DEM, insegna veronese che conta una ventina di punti vendita tra Veneto, Friuli-Venezia Giulia e Lombardia orientale.
Nel dicembre 2009 il Gruppo Coin acquisisce la UPIM dalla concorrente La Rinascente e la maggioranza della rete di vendita con la sua insegna passa gradualmente con quella OVS.
L'8 settembre 2010 viene inaugurato il cinquecentesimo negozio, a Milano in via Torino, al posto di un ex negozio UPIM.
Nel dicembre 2011 l'offerta di OVS si completa con l'acquisizione di IANA S.p.A., marchio specializzato nell'abbigliamento per bambino. Nasce così OVS Kids.
Ad agosto 2012 il Gruppo Coin acquisisce 104 negozi del gruppo Bernardi, di questi 43 vengono convertiti in OVS e UPIM con l'assorbimento del personale dei punti vendita.
Il 1º agosto 2014 il ramo d'azienda OVS-UPIM viene scorporato dal Gruppo Coin conferendo le attività alla nuova società OVS S.p.A, alle quali nel 2016 si aggiunge la COSI – Concept of Style Italy – S.p.A..
Dal 2 marzo 2015 la nuova società per azioni è quotata alla Borsa di Milano con una capitalizzazione iniziale di 930,7 milioni di euro corrispondente ai 4,10 euro per azione del prezzo dell'IPO con un flottante iniziale del 48,8%.

### Expo 2015
Nel 2015 OVS congiuntamente a Coin Excelsior partecipa come sponsor ufficiale di Expo 2015 ed è presente nell'area espositiva con un proprio padiglione disegnato da Zito+Pedron Architetti. Il padiglione di OVS e quello di Coin Excelsior sono recuperati alla fine della manifestazione per essere convertiti nell'asilo nido aziendale del quartier generale di Venezia-Mestre.

### Gli anni recenti
Nel 2016 acquisisce una quota del 35% di Sempione Retail, società svizzera (azionista di maggioranza relativa Retail Investment con il 44,6%, un altro 20,5% è in mano ad Aspen Trust) con una catena di 600 negozi che da allora hanno le insegne OVS. Nell'estate 2018 la catena chiude e 1200 dipendenti restano a casa.
Nel marzo 2018, con 1600 negozi per donna, uomo e bambino, viene lanciata un collezione firmata da Kendall e Kylie Jenner, delle sorelle influencers. Nel settembre 2018 Massimo Piombo, famoso per la perfezione artigianale del prodotto, diventa stilista di tutte le linee OVS. Sono in seguito aperti negozi con insegna "Piombo" dove Massimo Piombo è socio al 30% e OVS al 70%.
Nel marzo 2021 finalizza l'acquisizione di Stefanel con i suoi 23 punti vendita per un valore di 3,2 milioni di euro.
Il 4 aprile 2024 OVS entra nel capitale di Goldenpoint, catena di cento negozi di intimo e madre del gruppo Golden Lady, con la possibilità di rilevare l'intera società entro il 2029.

## Marchi di OVS S.p.A.
- Stefanel
- OVS (specializzato in abbigliamento per uomo, donna e bambino con oltre 900 negozi in Italia e all’estero)
- OVS Kids (marca di abbigliamento per bambini dagli 0 ai 14 anni con una quota di mercato superiore al 14%, conta oltre 300 negozi in Italia e all’estero; è presente sia in tutti i punti vendita OVS che come negozio singolo)
- Les Copains[13]
- Goldenpoint[14]

## Negozi UPIM

Logo Upim

Logo Croff

- UPIM
- BLUKIDS
- CROFF

## Principali azionisti
Dati aggiornati a marzo 2019:
- T.I.P. Tamburi investment partners 22,75%
- J.P. Morgan Asset Management Holdings 2,955%

## Loghi storici

1972-1991
1991-2007
2007-2010
2010-2012
2012-2014
2014-oggi